# Pleurodeles nebulosus
Sa giông gân Algeria (Pleurodeles nebulosus) là một loài sa giông trong họ Salamandridae sinh sống ở Algeria và Tunisia. Môi trường sống tự nhiên của loài sa giông này là sông, sông ngắt quãng, đầm lầy cây thân gỗ, hấm chứa nước ngọt, đầm lầy cỏ nước ngọt ngắt quãng và ao. Loài này đang bị đe dọa bởi mất môi trường sống.